# إدارة كرميان
إدارة كرميان (بالكردية: ئیدارەی گەرمیان)‏ أو كما تسمى رسميا إدارة گرميان المستقلة هي منطقة إدارية ضمن إقليم كردستان العراق.
تضم المنطقة بعض المناطق المتنازع عليها بين حكومة الإقليم والحكومة المركزية. تضم المنطقة أقضية كلار وكفري وخانقين، هذه المناطق تتبع محافظة ديالى.